# Cactus Forest, Arizona
Cactus Forest je naseljeno područje za statističke svrhe u američkoj saveznoj državi Arizona. Prema popisu stanovništva iz 2010. u njemu je živjelo 594 stanovnika.